# Bushra
Bushra Rozza (en árabe: بشرى رزة‎) conocida profesionalmente como Bushra, es una actriz y cantante egipcia. Obtuvo el premio a la Mejor Actriz en el Festival Internacional de Cine de Dubái por su papel en El Cairo 678.

## Biografía
Bushra nació en Cambridge, Inglaterra, hija del escritor egipcio Ahmed Abdalla Rozza, y una consultora de desarrollo humano, preocupada por los derechos de la mujer. Llegó a El Cairo, Egipto, cuando tenía 10 años.

## Carrera
Su primer papel fue en la comedia Shabab Online (Youth Online). Luego trabajó en una variedad de personajes en producciones de comedia y drama. Ganó un premio por su actuación en la película Alejandría...Nueva York de 2004, dirigida por Youssef Chahine. También ha lanzado álbumes musicales, incluidos Makanak (Your Place) y Ehki (Talk), y el video musical Cobra, que critica al actor Mohamed Ramadan.
Es la fundadora de El Gouna Film Festival, un festival para promover la interacción cultural. Sobre el tema del acoso sexual, ha dicho que "los políticos por sí solos no crean cambios. Es hora de que nosotros, actores y cineastas, también participemos".

## Vida personal
Estuvo casada con un ingeniero y empresario sirio, Amr Raslan, de 2010 a 2015, con quien tiene dos hijos.

## Filmografía seleccionada
- Alejandría. . . Nueva York (2004)
- El Cairo 678 (2010)
- SR Sra. Ewis (2012)